# Dans

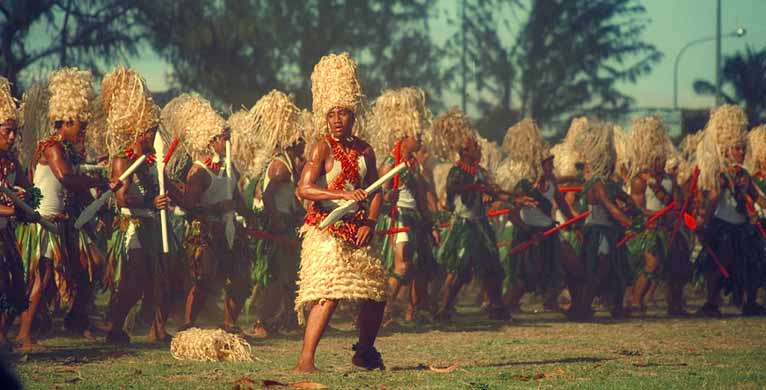
Dansul Kailao din Polinezia

Dansul este un mijloc artistic de exprimare a unui mesaj printr-o succesiune de mișcări ritmice, variate și expresive ale corpului, executate în ritmul muzicii, având caracter religios, de artă sau de divertisment.

## Istoric
Originile dansului coincid cu începuturile comunităților omenești, având funcții rituale (mistice, războinice), de invocare a forțelor divine, pentru reușita la vânătoare, confruntări tribale etc. La unele popoare, caracterul ritual s-a păstrat, decantat și abstractizat, până în zilele noastre.
În Grecia antică, dansul făcea parte din disciplinele fundamentale ale educației, considerat eficient pentru sădirea, menținerea și întărirea sentimentelor de solidaritate socială. În acest scop, se practicau dansuri războinice (pirice), pacifice (emelii), de cules al viilor (epilenice) etc.
În Roma antică, exista dansul ritual saltatio, cu funcții invocatoare, dar acesta a degenerat odată cu decăderea Imperiului Roman.
În Evul Mediu, în ciuda tendinței clerului de a menține funcția religioasă a dansului, influențele laice au devenit din ce în ce mai puternice, accentuându-se în sec. al XIII-lea, când în practica socială s-au dezvoltat diverse genuri de dans (denumite chorea, charola, carole, danse, estampie, ductia, pastourelle ș.a.), ca o expresie simplă și puternică a dragostei de viață a poporului.
Renașterea a adâncit acest proces. Pașii simpli din dansurile vechi s-au dezvoltat, au combinat gesturile și mișcările, s-au individualizat. Au apărut forme noi și s-au creat succesiuni tipice, în care un dans lent, binar, era urmat de altul rapid, ternar. În felul acesta a luat naștere suita, care consta din în patru părți fixe: allemanda, couranta, sarabanda și giga. În vremea lui Johann Sebastian Bach, suita se executa independent și juca un rol important în dezvoltarea muzicii instrumentale. Pe lângă cele patru dansuri de bază, au început să fie incluse și altele – boureé, gavota, musette, polacca, menuetul (foarte important, devenind parte constitutivă a simfoniei), ciacona, passacaglia (variațiuni pe o temă ostinato, cu rol determinant în unele forme muzicale). 
Spre sfârșitul sec. al XVIII-lea, din Viena s-a răspândit valsul, un dans derivat din Ländler. În aceeași perioadă, au început să se impună și dansuri ale altor popoare, ca mazurca, polca, boleroul, jota, fandango, ceardașul ș.a. care au pătruns în toate mediile sociale, având rol de seamă în constituirea și afirmarea școlilor naționale.
La hotarul dintre sec. 19 și 20, s-au răspândit dansuri de origine americană, precum tango, samba, habanera, charlestonul, foxtrotul etc., care poartă amprenta muzicii de jazz, influențând creația unor compozitori moderni.

## Dansul în România

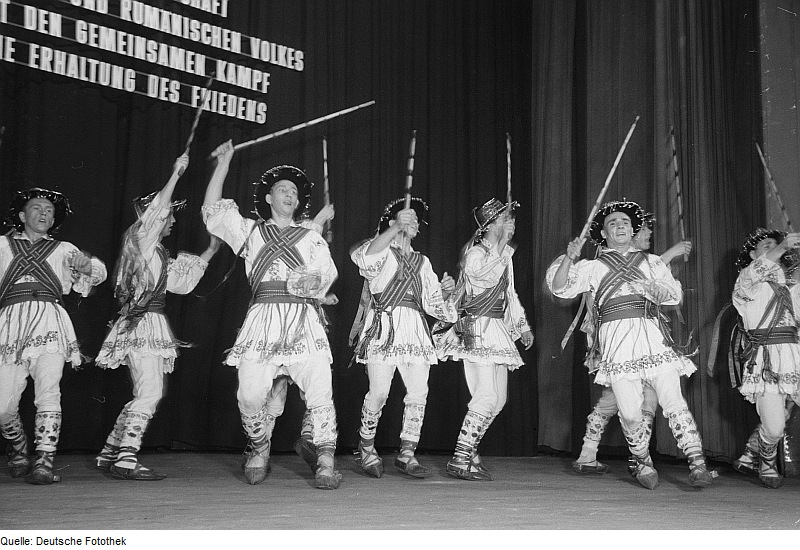
Călușarii, dans prezentat la Târgul din Leipzig, 1954

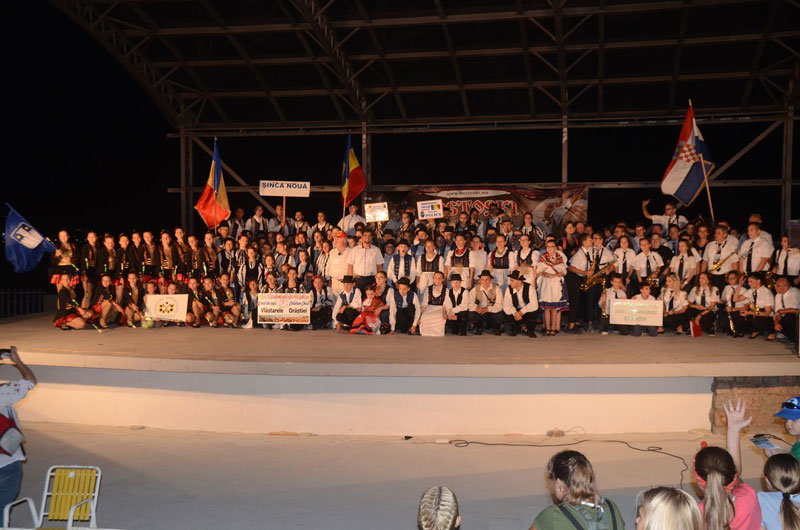
Festival de dans

Poporul român are dansuri de o deosebită bogăție și varietate, care se execută individual, sau în grup (perechi, linie, cerc), diferind de la regiune la regiune. Caracteristică este practica folosirii ca suport muzical a unor melodii diverse pentru unul și același dans, ca și executarea pe aceeași melodie a mai multor dansuri.
Cele mai răspândite sunt hora, sârba, învârtita, călușul și multe altele, cu tendința de generalizare datorită activităților artistice de amatori și, îndeosebi, a televiziunii.
În creația muzicală românească, dansurile populare au fost utilizate mai întâi în aranjamente, rapsodii instrumentale, apoi au stat la baza unor prelucrări mai complexe, mergând până la invenții melodico-ritmice sugerate de structurile tipice.
Dansul românesc a pătruns nu numai în muzica de balet a lui Mihail Jora, Paul Constantinescu, Zeno Vancea ș.a., ci și în creația corală, camerală și simfonică a lui George Enescu, M. Jora, Mihail Andricu, Marțian Negrea, P. Constantinescu, Theodor Rogalski ș.a.